# Psilocybe liniformans
Psilocybe liniformans är en svampart som tillhör divisionen basidiesvampar, och som beskrevs av Guzmán och Cornelis Bas. Psilocybe liniformans ingår i släktet slätskivlingar, och familjen Strophariaceae. Arten är reproducerande i Sverige.